# Sobór św. Bazylego Ostrogskiego w Nikšiciu
Sobór św. Bazylego Ostrogskiego (serb. Saborna crva svetog Vasilij) – główna świątynia eparchii budimlańsko-nikšickiej Serbskiego Kościoła Prawosławnego. Mieści się w Nikšiciu, drugim co do wielkości mieście Czarnogóry, przy Trgu Slobode. 

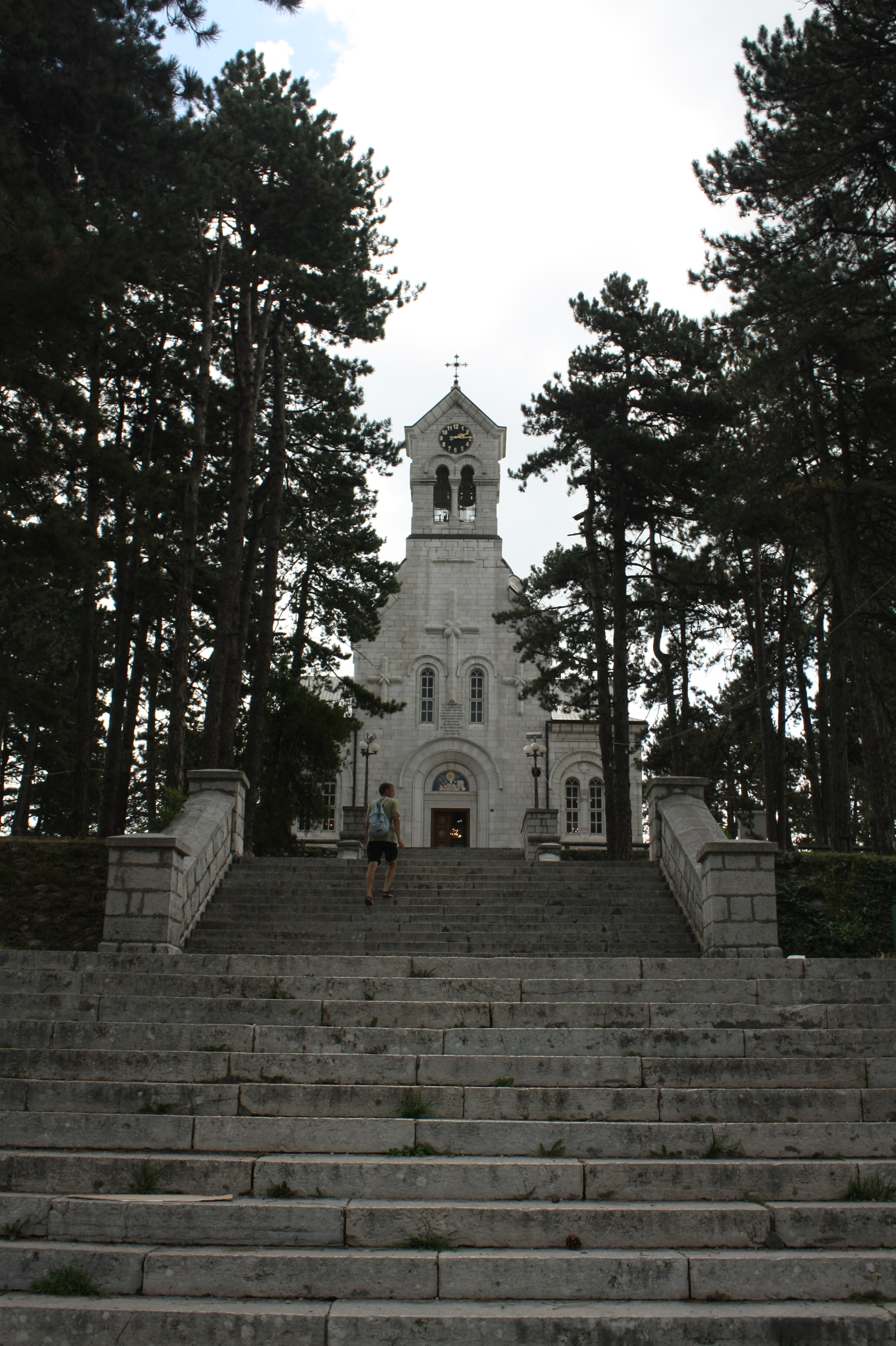
Sobór od frontu

Została wybudowana w latach 1895–1900 z inicjatywy biskupa Vasilija, ogłoszonego świętym po śmierci. Cerkiew miała upamiętnić Czarnogórców walczących z Turkami. Sobór posiada trzy nawy oraz dzwonnicę na elewacji głównej. Na szczycie dzwonnicy umieszczony jest zegar.